# Ференик

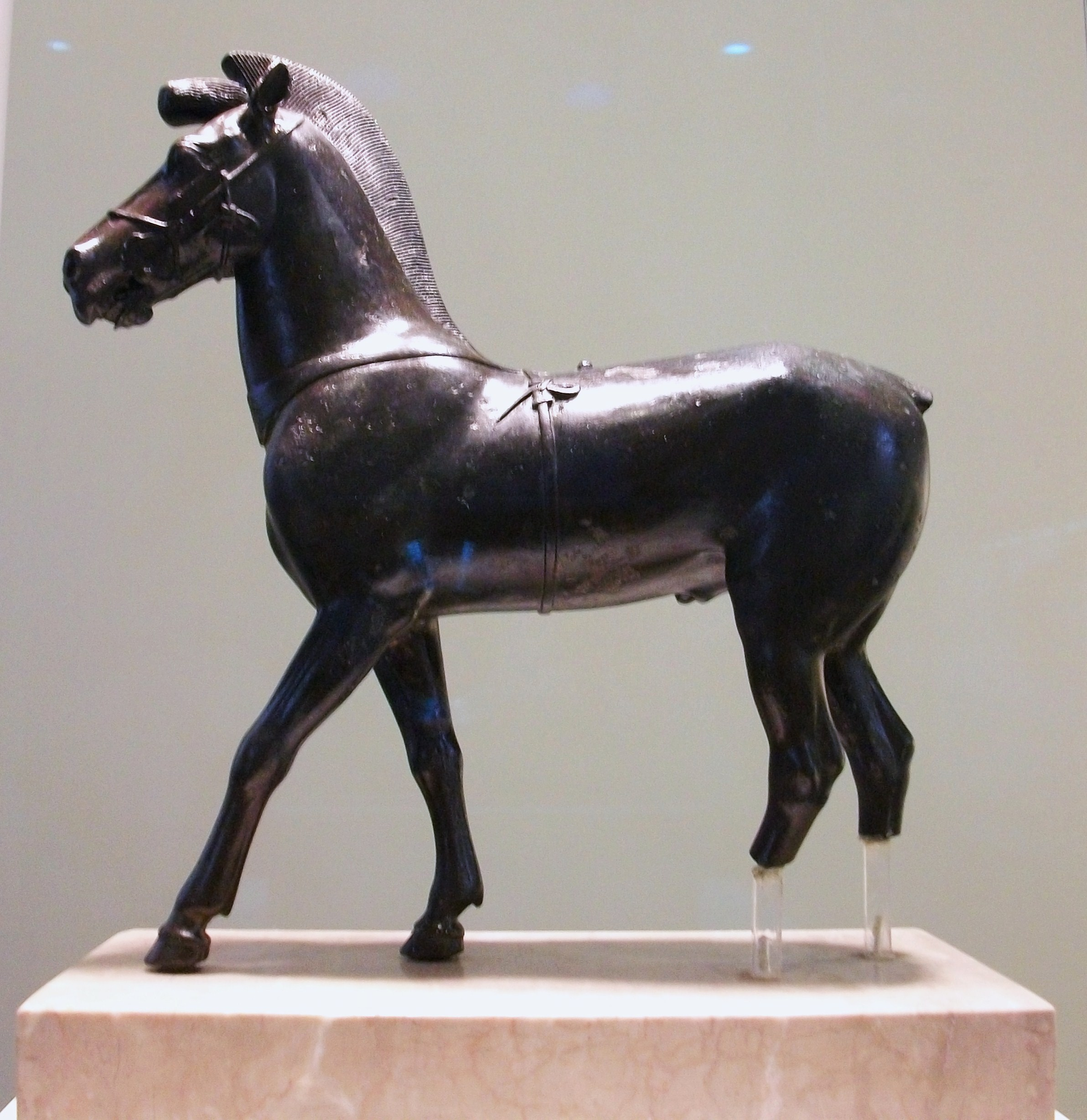
Бронзовая фигурка коня. Около 470 года до н. э. Археологический музей Олимпии.

Фере́ник (др.-греч. Φερένικος, лат. Pherenicus) — скаковой жеребец гнедой масти, принадлежавший правителю Сиракуз Гиерону I (V век до н. э.). Один из первых коней, о которых сохранились исторические, а не легендарные сведения. Упоминается у писавших по заказу Гиерона поэтов Пиндара и Вакхилида.
Имя Ференика означает по-гречески «Победоносец». Он побеждал в одиночном конном беге (κέλης) на общегреческих Пифийских играх в 482 и 478 годах до н. э. (6 кругов, общая дистанция немногим более 1 км); в 476 году до н. э. принёс Гиерону считавшуюся ещё более почётной победу на Олимпийских играх.
Карего Ференика

Мчащегося, как буря,

Победным видела золотолокотная Заря

Над пенной ширью Алфея

И у трижды святого Пифона.

Ладонь приложа к Земле,

Клянусь:

Ни в едином беговом споре

Пыль от опередивших

Не касалась

Ференика, рвущегося к пределу.

Натиску подобный Борея,

Волю блюдущий наездника,

Он мчится, в рукоплесканиях

Новую воздвигая победу

Гиерону — гостеприимцу.
Олимпийским победителем 472 года до н. э. Оксиринхский папирус 222 и схолии к Пиндару вновь называют коня Гиерона, но был ли это Ференик — неясно. Столь длительная удачливая карьера для беговой лошади представляется не слишком вероятной, однако вполне возможной: как указывают исследователи, в античных скачках с их крутыми поворотами вокруг меты для коня много значила не только молодая сила, но и опыт.
Сам Гиерон был хронически больным человеком, страдавшим от камней в почках; известно, к примеру, что битвой при Акраганте (472 год до н. э.) он руководил, не вставая с носилок. При этом правитель был энтузиастом спортивных состязаний — и, очевидно, придавал Ференику большое значение. Пиндар говорит о жеребце не только в 1-й Олимпийской оде — эпиникии, непосредственно посвящённом прославлению победы Ференика, — но и в 3-й Пифийской оде, представляющей собой послание к Гиерону с утешением в болезни.
Содержался Ференик на островке Ортигии вместе с прочими лошадьми Гиерона, которого Пиндар и Вакхилид вообще характеризуют как «любителя коней», «любителя конеборств» (помимо подготовки лошадей и всадников к верховым скачкам, Гиерон также с успехом занимался колесничными гонками). В сохранившемся папирусном отрывке более позднего энкомия Вакхилида поэт, снова вспоминая Ференика, хвалит и других гнедых лошадей Гиерона — по-видимому, относившихся к той же разводимой правителем породе.